# CoClass
CoClass är ett svenskt klassifikationssystem för byggd miljö som publicerades i slutet av oktober 2016. Det ger en gemensam objektorienterad informationsstruktur genom hela livscykeln för all byggd miljö.  Systemets bakgrund och tillämpningar beskrivs i CoClass – Informationshantering för byggd miljö.
Systemet är – precis som sin föregångare BSAB-systemet – grundat på SS-ISO 12006-2:2015, som ger beskriver principer för klassifikation av byggd miljö. Vissa av tabellerna är baserade på internationell standard i form av IEC/ISO 81346-2:2018 och IEC/ISO 81346-12:2018, som båda är antagna som svensk standard. Genom principerna beskrivna i IEC/ISO 81346-1 ges en metod för att identifiera objekt och ge dem referensbeteckningar som visar deras funktion, sammansättning, lokalisering och typ.
Systemet förvaltas av AB Svensk Byggtjänst.
CoClass innehåller följande tabeller:
- byggnadsverkskomplex
- byggnadsverk
- utrymmen
- byggdelar
- produktionsresultat (övertagna från BSAB-systemet; allmänt kallade "AMA-koder")
- aktiviteter
- resurser och material.

Användningsområdet för klassifikationen omfattar exempelvis:
- systematisk och hierarkisk kravställning
- CAD-modellering
- teknisk beskrivning
- klimat- och miljöberäkning
- kostnadskalkylering
- produktionsplanering
- drift och underhåll
- återbruk och återvinning.